# Allée Nicole-Girard-Mangin (Paris)
L'allée Nicole Girard-Mangin est une rue des 11e et 20e arrondissements de Paris, en France.

## Situation et accès
Elle débute avenue Gambetta, Avenue de la République et se termine Passage de la Folie-Regnault. Elle se situe sur le terre-plein central du boulevard de Ménilmontant.
Elle se situe entre l'allée Suzanne-Noël, au sud de l'Avenue de la République, et l'allée Zabel-Essayan au nord.
Ce site est desservi par les lignes 2 et 3 à la station Père Lachaise.

## Origine du nom
Elle porte le nom de l'héroïne de la Grande Guerre Nicole Girard-Mangin (1878-1919) seule femme médecin affectée sur le front de Verdun durant la Première Guerre mondiale.

## Historique
Cette allée prend sa dénomination actuelle en 2018, à l'occasion du centenaire de l'Armistice du 11 novembre 1918. 

## Bâtiments remarquables et lieux de mémoire
- Le Monument aux Morts 14-18 de la Ville de Paris se situe face à l'allée.
- L'une des entrées principales du cimetière du Père-Lachaise se situe face à l'allée.